# Адольф Иоганн I
Адольф Иоганн I (нем. Adolf Johann von Pfalz-Zweibrücken-Kleeburg, швед. Adolf Johan av Pfalz-Zweibrücken; 11 октября 1629, Замок Стегеборг, Эстергётланд — 14 октября 1689, Замок Стегеборг, Эстергётланд) — 3-й пфальцграф Пфальц-Клебургский с 1654 года, шведский риксмаршал в 1653—1654 годах.

## Биография
Адольф Иоганн родился в замке Стегеборг (Швеция) в 1629 году. Младший сын Иоганна Казимира (1589—1652), первого пфальцграфа Пфальц-Клебургского (с 1604 года), и шведской принцессы Катарины Васы (1584—1638).
В 1649 году Адольф Иоганн получил титул шведского королевского камергера. В 1651 — 1654 годах — генерал-губернатор провинций Вестергётланд, Дальсланд, Вермланд и Халланд.
В 1653—1654 годах — риксмаршал.
В 1654 году после вступления старшего брата на королевский трон Швеции под именем Карла X Густава (1654—1660) Адольф Иоганн получил титул пфальцграфа Пфальц-Клебургкого и герцога Стегеборгского.
Участник Первой Северной войны (1655—1660).
В 1657—1659 годах — шведский генерал-губернатор Пруссии.

## Семья и дети
Был дважды женат.
В 1649 году первым браком женился на Эльзе Беате Браге (31 августа 1629 — 7 сентября 1653), старшей дочери графа Пера Браге Младшего (1602—1680) — риксдротса Швеции (1641—1680) и генерал-губернатора Финляндии (1637—1640, 1648—1654). Дети от первого брака:
- Густав Адольф (9 марта 1652 — 1 августа 1652)

В 1661 году женился вторично на Элисабет Браге (29 января 1632 — 24 февраля 1689) — вдове канцлера графа Эрика Аксельссона Оксеншерны (1624—1656). Дети от второго брака:
- Екатерина (10 декабря 1661 — 27 мая 1720), жена с 1696 года шведского генерала, графа Кристофера Юлленшерны (1639—1705)
- Мария Елизавета Луиза (16 апреля 1663 — 23 января 1748), жена Кристиана Готлоба фон Герсдорф и ауф Аппах
- Карл Иоганн (15 сентября 1664 — 10 декабря 1664)
- Иоганн Казимир (4 сентября 1665 — 29 мая 1666)
- Адольф Иоганн II (21 августа 1666 — 27 апреля 1701), 4-й пфальцграф Пфальц-Клебургский (1689—1701)
- Густав Казимир (29 июня 1667 — 21 августа 1669)
- Кристина Магдалена (4 апреля 1669 — 21 июня 1670)
- Густав Самуэль Леопольд (12 апреля 1670 — 17 сентября 1731), 5-й пфальцграф Пфальц-Клебургский (1701—1713), герцог Пфальц-Цвейбрюккенский (1718—1731).